# دهه ۱۱۱۰ (پیش از میلاد)
دهه ۱۱۱۰ (پیش از میلاد) صد و یازدهمین دهه قبل از مبدا شروع تقویم میلادی است.